# Myanglung
Myanglung (nepalski: म्याङ्लुङ) – gaun wikas samiti we wschodniej części Nepalu w strefie Kośi w dystrykcie Terhathum. Według nepalskiego spisu powszechnego z 2001 roku liczył on 1279 gospodarstw domowych i 5882 mieszkańców (2964 kobiet i 2918 mężczyzn).